# 經濟邊緣化
經濟邊緣化（英語：Economic Marginalization），是經濟現象，從前的經濟中心，逐漸由強盛至衰敗的過程。有如一位站於舞台中心的主角，由台柱逐漸退演閒角，結果站至舞台的邊緣位置。
經濟邊緣化的原因有外因，也有內因，包括人才流動、天然資源和政治環境的不利。學者相信當地人自視世界的中心，自我膨脹，抗拒與鄰近新興經濟實體合作，也是死因。

## 外部参考
- http://www.stnn.cc:82/global/hk_macau/t20060405_183527.html%5B%5D
- http://paper.wenweipo.com/2006/06/13/WW0606130003.htm （页面存档备份，存于）